# The Ultimate Collection (The Who)
The Ultimate Collection è una compilation del gruppo rock britannico The Who, pubblicata nel 2002.

## Tracce
- Tutte le tracce sono state scritte e composte da Pete Townshend, eccetto dove indicato.

### Edizione UK
Disco 1
1. I Can't Explain – 2:05
2. Anyway, Anyhow, Anywhere (Townshend, Roger Daltrey) – 2:41
3. My Generation – 3:19
4. The Kids Are Alright (Single version) – 2:46
5. A Legal Matter – 2:54
6. Substitute – 3:47
7. I'm a Boy – 2:38
8. Boris the Spider (John Entwistle) – 2:28
9. Happy Jack – 2:11
10. Pictures of Lily – 2:45
11. I Can See for Miles (Single version) – 4:07
12. Call Me Lightning – 2:20
13. Magic Bus – 3:22
14. Pinball Wizard – 3:01
15. I'm Free – 2:40
16. See Me, Feel Me – 3:22
17. The Seeker – 3:12
18. Summertime Blues (Live) (Eddie Cochran, Jerry Capehart) – 3:25
19. My Wife (Entwistle) – 3:41
20. Baba O'Riley – 5:01
21. Bargain – 5:35
22. Behind Blue Eyes – 3:42
23. Won't Get Fooled Again – 8:33

Disco 2
1. Let's See Action (Nothing Is Everything) – 3:59
2. Pure and Easy – 5:22
3. Join Together – 4:22
4. Long Live Rock – 3:54
5. The Real Me – 3:34
6. 5:15 (Single version) – 4:50
7. Love, Reign o'er Me – 5:51
8. Squeeze Box – 2:42
9. Who Are You – 6:21
10. Had Enough (Entwistle) – 4:30
11. Sister Disco – 4:21
12. You Better You Bet – 5:37
13. Don't Let Go the Coat – 3:44
14. The Quiet One (Entwistle) – 3:10
15. Another Tricky Day – 4:51
16. Athena – 3:47
17. Eminence Front – 5:37

### Edizione USA
Disco 1
1. I Can't Explain
2. Anyway, Anyhow, Anywhere (Townshend, Daltrey)
3. My Generation
4. The Kids Are Alright (Single version)
5. A Legal Matter
6. Substitute
7. I'm a Boy
8. Boris the Spider (Entwistle)
9. Happy Jack
10. Pictures of Lily
11. I Can See for Miles (Single version)
12. Call Me Lightning
13. Magic Bus
14. Pinball Wizard
15. I'm Free
16. See Me, Feel Me
17. The Seeker
18. Summertime Blues (Live) (Cochran, Capehart)
19. My Wife (Entwistle)
20. Baba O'Riley
21. Bargain

Disco 2
1. Behind Blue Eyes
2. Won't Get Fooled Again
3. Let's See Action (Nothing Is Everything)
4. Pure and Easy
5. Join Together
6. Long Live Rock
7. The Real Me
8. 5:15 (Single version)
9. Love, Reign o'er Me
10. Squeeze Box
11. Who Are You
12. Sister Disco
13. You Better You Bet
14. Eminence Front

Disco 3 (solo edizione limitata)
1. Substitute (U.S. single version) – 2:58
2. I'm a Boy (Early version) – 3:17
3. Happy Jack (Acoustic version) – 2:50
4. Magic Bus (UK single version) – 3:15

## Formazione

### Gruppo
- Roger Daltrey – voce
- John Entwistle – basso, corno, voce (in Boris the Spider, My Wife e The Quiet One), cori
- Keith Moon – batteria, percussioni (UK: disco 1 & disco 2 tracce 1-11/USA: disco 1 & disco 2 tracce 1-12)
- Kenney Jones – batteria (UK: disco 2 tracce 12-17/USA: disco 2 tracce 13-14)
- Pete Townshend – chitarra, voce, sintetizzatore, tastiera

### Altri musicisti
- Dave Arbus – violino (in Baba O'Riley)
- Rod Argent – piano (in Who Are You)
- Andy Fairweather Low – cori (in Who Are You)
- Chris Stainton – piano (in 5:15)

## Classifiche
| Anno | Classifica  | Posizione massima |
| ---- | ----------- | ----------------- |
| 2002 | Regno Unito | 17                |
| 2002 | Stati Uniti | 31                |